# Stone–Weierstrass sats

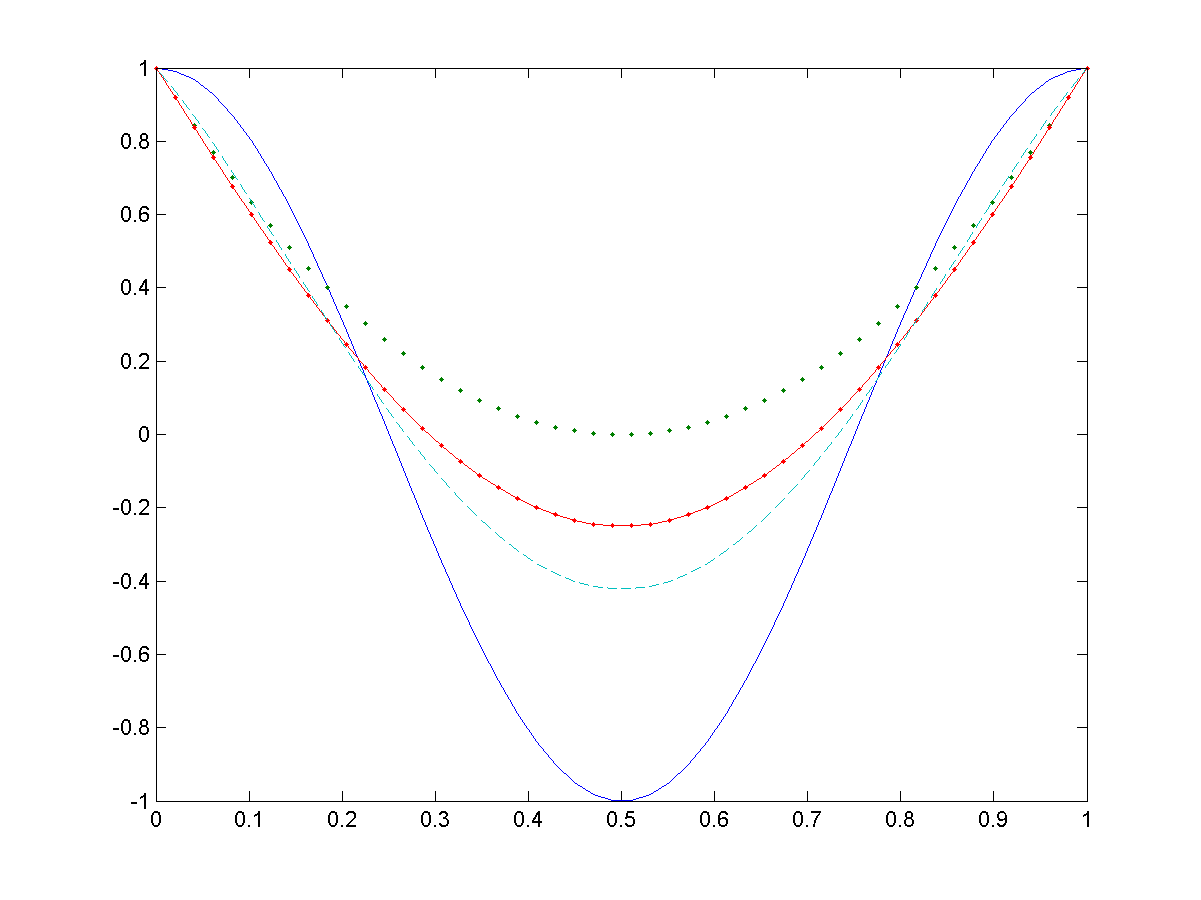
Bild över bernsteinpolynomen (...), (.-.)
och (---) associerade med cosinus-funktionen
(heldragen kurva).

Inom matematiken -- mer specifikt inom matematisk analys -- är Stone-Weierstrass sats ett viktigt resultat som rör approximation av kontinuerliga funktioner.
Den klassiska varianten av satsen, kallad Weierstrass approximationssats, visades först av Karl Weierstrass år 1885
och säger att det, för varje kontinuerlig funktion
{\displaystyle f:[0,1]\longrightarrow \mathbb {R} ,}
går att finna en sekvens {\displaystyle \{f_{n}\}_{n=1}^{\infty }} av
polynom
{\displaystyle f_{n}:[0,1]\longrightarrow \mathbb {R} }
som konvergerar likformigt mot funktionen {\displaystyle f.}
Weierstrass approximationssats generaliserades senare av
Marshall Stone, som visade ett liknande resultat för kontinuerliga funktioner definierade på ett godtyckligt
kompakt Hausdorffrum. (Det slutna och begränsade intervallet {\displaystyle [0,1]} är ett exempel på ett kompakt hausdorffrum.) Stone-Weierstrass sats visar även att man kan approximera kontinuerliga funktioner med andra funktioner än polynom.
Weierstrass ursprungliga resultat lyder som följer:
Låt {\displaystyle f:[0,1]\longrightarrow \mathbb {R} }
vara en kontinuerlig funktion. Det existerar en sekvens
{\displaystyle \{f_{n}\}_{n=1}^{\infty }} av polynom {\displaystyle f_{n}:[0,1]\longrightarrow \mathbb {R} } som är sådana att
{\displaystyle \lim _{n\to \infty }\sup _{x\in [0,1]}\left\vert f(x)-f_{n}(x)\right\vert =0.}
En nackdel med Weierstrass approximationssats är att den endast garanterar existensen av approximerande polynom. Det finns emellertid ett bevis av satsen som ger en explicit konstruktion av sekvensen {\displaystyle \{f_{n}\}_{n=1}^{\infty }}. Detta bevis, som ges nedan, är ett exempel på hur man kan använda sannolikhetsteori
för att bevisa resultat inom matematisk analys.

## Sannolikhetsteoretiskt bevis av Weierstrass approximationssats
Vi börjar med att konstruera en sekvens
{\displaystyle \{f_{n}\}_{n=1}^{\infty }} av polynom; de så kallade
bernsteinpolynomen. Därefter visar vi att de fyller sin funktion.
Välj ett godtyckligt heltal {\displaystyle n\geq 1} och ett godtyckligt tal {\displaystyle p\in [0,1].} Låt 
{\displaystyle X_{1},X_{2},\dots ,X_{n}}
vara oberoende, diskreta,
stokastiska variabler, alla med samma frekvensfunktion:
{\displaystyle \mathbb {P} \{X_{i}=1\}=p\quad {\textrm {och}}\quad \mathbb {P} \{X_{i}=0\}=1-p.}
Summan av dessa stokastiska variabler är en diskret stokastisk variabel, {\displaystyle S_{n}\,,} vars frekvensfunktion är
{\displaystyle \mathbb {P} (S_{n}=k)={\binom {n}{k}}p^{k}(1-p)^{n-k},}
där heltalet {\displaystyle k\in \{0,\dots ,n\}} och symbolen
{\displaystyle {\binom {n}{k}}} är en så kallad binomialkoefficient.
Kvoten {\displaystyle S_{n}/n} antar värden som ligger i intervallet
{\displaystyle [0,1],} vilket innebär att vi kan applicera funktionen
{\displaystyle f} på dessa värden. Detta ger upphov till en diskret stokastisk variabel,
{\displaystyle f(S_{n}/n),\,} som antar värden ur mängden
{\displaystyle \{f(0),f(1/n),\dots ,f(1)\}}.
Väntevärdet för denna stokastiska variabel är det reella talet
{\displaystyle \mathbb {E} \left\{f\left({\frac {S_{n}}{n}}\right)\right\}=\sum _{k=0}^{n}f\left({\frac {k}{n}}\right)\mathbb {P} \{S_{n}=k\}.}
Den kända frekvensfunktionen för summan {\displaystyle S_{n}} låter oss uttrycka väntevärdet som
{\displaystyle \mathbb {E} \left\{f\left({\frac {S_{n}}{n}}\right)\right\}=\sum _{k=0}^{n}f\left({\frac {k}{n}}\right){\binom {n}{k}}p^{k}(1-p)^{n-k}.}
Funktionen {\displaystyle f_{n}:[0,1]\longrightarrow \mathbb {R} ,}
definierad av
{\displaystyle f_{n}(p)=\sum _{k=0}^{n}f\left({\frac {k}{n}}\right){\binom {n}{k}}p^{k}(1-p)^{n-k},}
är ett polynom av grad {\displaystyle n}. Detta polynom kallas för bernsteinpolynomet av grad n, associerat med funktionen f.
Eftersom heltalet {\displaystyle n\geq 1} valdes godtyckligt, har vi härmed lyckats konstruera en sekvens {\displaystyle \{f_{n}\}_{n=1}^{\infty }} av polynom. 
De tre första bernsteinpolynomen är: 
- {\displaystyle f_{1}(p)=f(0)(1-p)+f(1)p\,}
- {\displaystyle f_{2}(p)=f(0)(1-p)^{2}+2f(1/2)p(1-p)+f(1)p^{2}\,}
- {\displaystyle f_{3}(p)=f(0)(1-p)^{3}+3f(1/3)p(1-p)^{2}+3f(2/3)p^{2}(1-p)+f(1)p^{3}.\,}

Vi skall nu visa att sekvensen av bernsteinpolynom 
konvergerar likformigt mot funktionen {\displaystyle f}, vilket, med vår konstruktion av bernsteinpolynomen som väntevärden av en sekvens av stokastiska variabler
{\displaystyle \{f(S_{n}/n)\}_{n=1}^{\infty },\,} innebär att gränsvärdet
{\displaystyle \lim _{n\to \infty }\sup _{p\in [0,1]}\left\vert \mathbb {E} \left\{f\left({\frac {S_{n}}{n}}\right)-f(p)\right\}\right\vert =0.}
För att göra detta väljer vi ett godtyckligt tal 
{\displaystyle p\in [0,1]} och visar att
{\displaystyle \left\vert \mathbb {E} \left\{f\left({\frac {S_{n}}{n}}\right)-f(p)\right\}\right\vert \leq \varepsilon +\max _{x\in [0,1]}\vert f(x)\vert {\frac {1}{2n\delta ^{2}(\varepsilon )}},}
där {\displaystyle \varepsilon } är ett godtyckligt valt positivt tal och {\displaystyle \delta (\epsilon )} är ett positivt tal som bara beror på talet {\displaystyle \varepsilon } och inte på talet {\displaystyle p\in [0,1]}. Därmed är talet
{\displaystyle \varepsilon +\max _{x\in [0,1]}\vert f(x)\vert {\frac {1}{2n\delta ^{2}(\varepsilon )}}}
en övre begränsning till mängden av tal
{\displaystyle M=\left\{\left\vert \mathbb {E} \left\{f\left({\frac {S_{n}}{n}}\right)-f(p)\right\}\right\vert :p\in [0,1]\right\}.}
Då är talet
{\displaystyle \varepsilon +\max _{x\in [0,1]}\vert f(x)\vert {\frac {1}{2n\delta ^{2}(\varepsilon )}}}
större än den minsta övre begränsningen (supremum) till mängden {\displaystyle M}, det vill säga
{\displaystyle \sup _{p\in [0,1]}\left\vert \mathbb {E} \left\{f\left({\frac {S_{n}}{n}}\right)-f(p)\right\}\right\vert \leq \varepsilon +\max _{x\in [0,1]}\vert f(x)\vert {\frac {1}{2n\delta ^{2}(\varepsilon )}}.}
Denna övre begränsning är giltig för varje val av heltalet {\displaystyle n\geq 1}. Därför kan vi välja detta heltal så stort — större än ett visst heltal {\displaystyle N_{\varepsilon }} — att talet
{\displaystyle \max _{x\in [0,1]}\vert f(x)\vert {\frac {1}{2n\delta ^{2}(\varepsilon )}}<\varepsilon .}
Då får vi resultatet att det för varje tal
{\displaystyle \varepsilon >0} går att finna ett heltal {\displaystyle N_{\varepsilon }\geq 1} som är sådant att
{\displaystyle \sup _{p\in [0,1]}\left\vert \mathbb {E} \left\{f\left({\frac {S_{n}}{n}}\right)-f(p)\right\}\right\vert \leq 2\varepsilon ,}
för varje heltal {\displaystyle n>N_{\varepsilon }.} Detta är detsamma som att säga att
{\displaystyle \lim _{n\to \infty }\sup _{p\in [0,1]}\left\vert \mathbb {E} \left\{f\left({\frac {S_{n}}{n}}\right)-f(p)\right\}\right\vert =0,}
vilket i sin tur är samma sak som att säga att sekvensen av bernsteinpolynom {\displaystyle \{f_{n}\}_{n=1}^{\infty }\,} konvergerar likformigt mot den kontinuerliga funktionen {\displaystyle f} på intervallet {\displaystyle [0,1]}.
Det är endast en länk som fattas för att ovanstående resonemang skall bli korrekt: Vi måste visa att vi, för varje heltal {\displaystyle n\geq 1,} kan begränsa väntevärdet
{\displaystyle \left\vert \mathbb {E} \left\{f\left({\frac {S_{n}}{n}}\right)-f(p)\right\}\right\vert }
uppåt enligt
{\displaystyle \left\vert \mathbb {E} \left\{f\left({\frac {S_{n}}{n}}\right)-f(p)\right\}\right\vert \leq \varepsilon +\max _{x\in [0,1]}\vert f(x)\vert {\frac {1}{2n\delta ^{2}(\varepsilon )}},}
där {\displaystyle \varepsilon } är ett godtyckligt valt positivt tal och {\displaystyle \delta (\epsilon )} är ett positivt tal som bara beror på talet {\displaystyle \varepsilon } och inte på talet {\displaystyle p\in [0,1]}.
Jensens olikhet tillämpad på den konvexa funktionen
{\displaystyle x\longmapsto \vert x\vert }
låter oss begränsa väntevärdet uppåt med
{\displaystyle \left\vert \mathbb {E} \left\{f\left({\frac {S_{n}}{n}}\right)-f(p)\right\}\right\vert \leq \mathbb {E} \left\{\left\vert f\left({\frac {S_{n}}{n}}\right)-f(p)\right\vert \right\}.}
Härnäst väljer vi ett godtyckligt reellt tal {\displaystyle \delta >0} och splittrar upp väntevärdet
{\displaystyle \mathbb {E} \left\{\left\vert f\left({\frac {S_{n}}{n}}\right)-f(p)\right\vert \right\}}
i en summa bestående av två termer, beroende på om den stokastiska variabeln 
{\displaystyle \vert S_{n}/n-p\vert }
är större eller mindre än talet {\displaystyle \delta }:
{\displaystyle \mathbb {E} \left\{\left\vert f\left({\frac {S_{n}}{n}}\right)-f(p)\right\vert \right\}=\mathbb {E} \left\{\left\vert f\left({\frac {S_{n}}{n}}\right)-f(p)\right\vert 1_{\left\{\left\vert {\frac {S_{n}}{n}}-p\right\vert <\delta \right\}}\right\}+\mathbb {E} \left\{\left\vert f\left({\frac {S_{n}}{n}}\right)-f(p)\right\vert 1_{\left\{\left\vert {\frac {S_{n}}{n}}-p\right\vert \geq \delta \right\}}\right\}.}
Eftersom funktionen 
{\displaystyle f:[0,1]\longrightarrow \mathbb {R} }
är kontinuerlig på det slutna och begränsade intervallet {\displaystyle [0,1]} så är den likformigt kontinuerlig på detta intervall och värdet 
{\displaystyle \max _{x\in [0,1]}\vert f(x)\vert }
är ändligt.
Välj nu ett godtyckligt tal {\displaystyle \varepsilon >0}. Den likformiga kontinuiteten ger oss då ett tal
{\displaystyle \delta (\varepsilon )>0} — som endast beror på talet
{\displaystyle \varepsilon } — som är sådant att, om 
{\displaystyle \vert S_{n}/n-p\vert <\delta (\varepsilon )}
så är den stokastiska variabeln
{\displaystyle \left\vert f\left({\frac {S_{n}}{n}}\right)-f(p)\right\vert <\varepsilon .}
Det är därför lämpligt att låta det tidigare godtyckligt valda talet talet {\displaystyle \delta } vara just detta tal
{\displaystyle \delta (\varepsilon )}, vilket innebär att vi kan uppskatta det första väntevärdet i ovanstående summa enligt
{\displaystyle \mathbb {E} \left\{\left\vert f\left({\frac {S_{n}}{n}}\right)-f(p)\right\vert 1_{\left\{\left\vert {\frac {S_{n}}{n}}-p\right\vert <\delta (\varepsilon )\right\}}\right\}\leq \varepsilon \mathbb {E} \{1_{\left\{\left\vert {\frac {S_{n}}{n}}-p\right\vert <\delta (\varepsilon )\right\}}\}\leq \varepsilon .}
För att uppskatta den andra summan använder vi
Triangelolikheten för reella tal och de faktum att 
{\displaystyle \vert f(S_{n}/n)\vert \leq \max _{x\in [0,1]}\vert f(x)\vert }
samt
{\displaystyle \vert f(p)\vert \leq \max _{x\in [0,1]}\vert f(x)\vert ,}
för att få
{\displaystyle \mathbb {E} \left\{\left\vert f\left({\frac {S_{n}}{n}}\right)-f(p)\right\vert 1_{\left\{\left\vert {\frac {S_{n}}{n}}-p\right\vert <\delta (\varepsilon )\right\}}\right\}\leq 2\max _{x\in [0,1]}\vert f(x)\vert \mathbb {P} \left\{\left\vert {\frac {S_{n}}{n}}-p\right\vert \geq \delta (\varepsilon )\right\},}
där vi har använt oss av sambandet
{\displaystyle \mathbb {E} \{1_{A}\}=\mathbb {P} \{A\}}
mellan väntevärde och sannolikhet, giltigt för varje
mätbar mängd {\displaystyle A}. (Mängden
{\displaystyle \left\{\left\vert {\frac {S_{n}}{n}}-p\right\vert \geq \delta (\varepsilon )\right\}}
är mätbar.) 
Markovs olikhet
låter oss uppskatta sannolikheten
{\displaystyle \mathbb {P} \left\{\left\vert {\frac {S_{n}}{n}}-p\right\vert \geq \delta (\varepsilon )\right\}}
enligt:
{\displaystyle \mathbb {P} \left\{\left\vert {\frac {S_{n}}{n}}-p\right\vert \geq \delta (\varepsilon )\right\}\leq {\frac {1}{\delta ^{2}(\varepsilon )}}\mathbb {E} \left\{\left\vert {\frac {S_{n}}{n}}-p\right\vert ^{2}\right\}.}
Eftersom väntevärdet för den stokastiska variabeln {\displaystyle S_{n}/n\,} är 
{\displaystyle \mathbb {E} \left\{{\frac {S_{n}}{n}}\right\}=p},
så är väntevärdet
{\displaystyle \mathbb {E} \left\{\left\vert {\frac {S_{n}}{n}}-p\right\vert ^{2}\right\}={\textrm {Var}}\left[{\frac {S_{n}}{n}}\right],}
där {\displaystyle {\textrm {Var}}\left[{\frac {S_{n}}{n}}\right]\,} betecknar
variansen för den stokastiska variabeln {\displaystyle S_{n}/n\,} och kan beräknas exakt:
{\displaystyle {\textrm {Var}}\left[{\frac {S_{n}}{n}}\right]={\frac {p(1-p)}{n}}.}
En kvadratkomplettering visar att det för varje värde på talet
{\displaystyle p} gäller att
{\displaystyle p(1-p)\leq 1/4,\,}
vilket låter oss uppskatta sannolikheten
{\displaystyle \mathbb {P} \left\{\left\vert {\frac {S_{n}}{n}}-p\right\vert \geq \delta (\varepsilon )\right\}}
enligt
{\displaystyle \mathbb {P} \left\{\left\vert {\frac {S_{n}}{n}}-p\right\vert \geq \delta (\varepsilon )\right\}\leq {\frac {1}{4n\delta ^{2}(\varepsilon )}}.}
Sammanfattningsvis har vi funnit den sökta övre begränsningen av väntevärdet
{\displaystyle \left\vert \mathbb {E} \left\{f\left({\frac {S_{n}}{n}}\right)-f(p)\right\}\right\vert \leq \varepsilon +\max _{x\in [0,1]}\vert f(x)\vert {\frac {1}{2n\delta ^{2}(\varepsilon )}}.}
Därmed är beviset av Weierstrass approximationssats fullbordat.

## Stone-Weierstrass sats för komplex-värda funktioner
Låt {\displaystyle X} vara ett kompakt Hausdorffrum och låt {\displaystyle {\mathcal {A}}} vara en sluten, komplex
delalgebra till mängden {\displaystyle {\mathcal {C}}(X)}
av alla komplex-värda kontinuerliga funktioner {\displaystyle f:X\longrightarrow \mathbb {C} .} Om algebran
{\displaystyle {\mathcal {A}}} separerar punkter i {\displaystyle X}
och är sluten under komplex-konjugering, så gäller endera av följande två fall:
- {\displaystyle {\mathcal {A}}={\mathcal {C}}(X).}
- Det finns en punkt {\displaystyle x_{0}\in X} som är sådan att

{\displaystyle {\mathcal {A}}=\{f\in {\mathcal {C}}(X):f(x_{0})=0\}.}
En delmängd {\displaystyle {\mathcal {M}}} till mängden
{\displaystyle {\mathcal {C}}(X)} separerar punkter i
{\displaystyle X} om det, för varje val av två distinkta punkter
{\displaystyle x} och {\displaystyle y} i Hausdorffrummet
{\displaystyle X,} går att finna en funktion {\displaystyle f\in {\mathcal {C}}(X)} som skiljer på dessa punkter, det vill säga att de komplexa talen {\displaystyle f(x)} och {\displaystyle f(y)} är olika.
Stone-Weierstrass sats medför Weierstrass resultat: Mängden av alla polynom på det kompakta Hausdorffrummet {\displaystyle X} är en delalgebra av de kontinuerliga funktionerna, eftersom summor och produkter av polynom också är ett polynom. Vidare är den konstanta funktionen 1 ett polynom av grad 0 utan nollställe, och givet någon punkt x i ett intervall finns det polynom
{\displaystyle p,q} sådana att {\displaystyle p(x)\neq q(x)}.
Stone–Weierstrass sats har stor betydelse inom många delar av den matematiska analysen.

## Lokal-kompakt version av Stone-Weierstrass sats
Det finns även en variant av Stone-Weierstrass sats som gäller för lokalt kompakta Hausdorffrum som inte är kompakta.
Låt {\displaystyle X} vara ett lokal-kompakt hausdorffrum som inte är kompakt och låt {\displaystyle {\mathcal {A}}} vara en sluten delalgebra av mängden
{\displaystyle {\mathcal {C}}_{0}(X)\cap {\mathcal {C}}(X,\mathbb {R} )}. Om mängden {\displaystyle {\mathcal {A}}} separerar punkter i
{\displaystyle X} så gäller endera av följande två fall:
- {\displaystyle {\mathcal {A}}={\mathcal {C}}_{0}(X)\cap {\mathcal {C}}(X,\mathbb {R} )}.
- Det finns en punkt {\displaystyle x_{0}\in X} sådan att

{\displaystyle {\mathcal {A}}=\{f\in {\mathcal {C}}_{0}(X)\cap {\mathcal {C}}(X,\mathbb {R} ):f(x_{0})=0\}}.
Mängden {\displaystyle {\mathcal {C}}_{0}(X)} består av alla kontinuerliga funktioner
{\displaystyle f:X\longrightarrow \mathbb {C} }
som försvinner i oändligheten, i den bemärkelsen att
{\displaystyle \{x\in X:\vert f(x)\vert >\varepsilon \}}
är en kompakt delmängd av {\displaystyle X} för varje val av det reella talet {\displaystyle \varepsilon >0}.